# Michel Pascal
François-Michel Pascal, född 1814, död 1882, var en fransk skulptör.
Pascal var elev till David d'Angers. Han arbetade huvudsakligen med religiösa motiv och var bland annat medarbetare till Eugène Viollet-le-Duc vid restaureringen av Notre Dame med flera kyrkor. Bland hans arbeten märks även Sankt Georg och Sankt Martin för domen i Angoulême.